# São Conrado
São Conrado és un barri de la Zona Sud del municipi de Rio de Janeiro, al Brasil. El seu índex de desenvolupament humà, l'any 2000, era de 0,873, el 38è millor del municipi del Rio de Janeiro (resultat obtingut, ja que aquest càlcul va ser fet junt amb la comunitat del Vidigal). Presenta gran desigualtat social, d'un costat estan els condominis de luxe i d'un altre està la comunitat de Rocinha.

## Història
Al final del segle xix, quan naixien els barris tradicionals de Catete i Botafogo, la regió del barri era una plana salvatge de plantes enfiladisses al mig de la sorra. La localitat va rebre el nom de São Conrado a causa de l'església homònima, construïda el 1903 per Conrado Jacob Niemeyer per les famílies benestants que havien començat a residir en granges de la regió.
São Conrado va ser el resultat de la creació d'una carretera pel professor Charles Armstrong el 1912. El mestre volia facilitar l'accés a l'escola en que donava classes, situada a la granja del Vidigal. A partir de llavors, tot el Jardí de Gávea va començar a acollir carreres anuals de cavalls i de cotxes fins a final dels anys 1920. El 1919, la via va ser allargada, perllongada i anomenada Avinguda Niemeyer pel comendador Conrado Jacob Niemeyer, amo de les terres que formarien el futur barri.
A través de la urbanització de les propietats de Niemeyer, al llarg dels anys 1920 i 1930, el nou barri de xalets i palauets es va emancipar de Gávea. No obstant això, i com aquest, São Conrado va sofrir una verticalització els anys 1960 a causa de la construcció de la autopista Lagoa-Barra i l'allargament de les seves principals vies, guanyant, llavors, el seu actual aspecte urbanístic.

## Actualitat

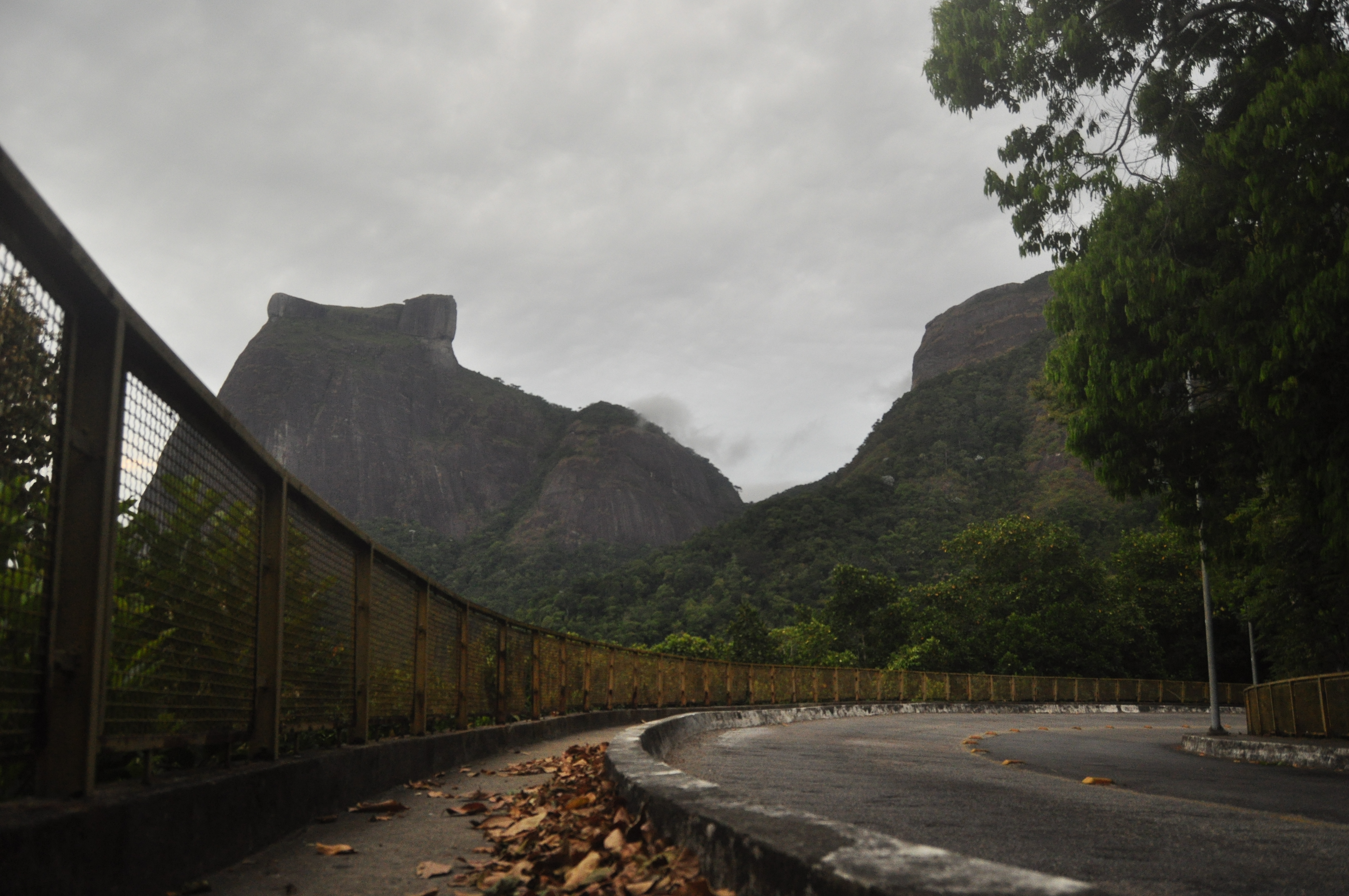
Pedra de Gávea i Pedra Bonita vistes des de la carretera de la Pedra Bonita.

És un dels barris més luxosos de la ciutat, dominat per edificis residencials de classe alta, com el Condomini Edifici Praia Guinle i mansions en mig de les muntanyes veïnes. Alhora, presenta extrema desigualtat social, ja que limita amb Rocinha i Vila Canoas.
La imatge del barri és la Pedra de Gávea, el bloc de pedra més gran a la vora del mar del planeta. De la rampa que hi ha a prop de la Pedra Bonita, els practicants de vol lliure salten amb ala delta i parapent i aterren en el tram final de la platja del barri, coneguda com a Platja del Pepino. En el barri, hi ha l'escola de samba Acadêmicos da Rocinha. São Conrado és tallat per la Autopista Lagoa-Barra, principal eix de connexió entre la Zona Sud i Barra da Tijuca. Altres antigues vies passen pel barri, com l'Avinguda Niemeyer, la Carretera del Joá, la Carretera de les Canoas, que puja la serra en direcció a l'Alto da Boa Vista, i l'Avinguda Prefeito Mendes de Moraes.